# George Des Brisay De Blois
George Des Brisay De Blois (21 octobre 1887 - 14 février 1964) est un homme politique canadien qui servit comme lieutenant-gouverneur de la province de l'Île-du-Prince-Édouard entre 1933 et 1939.